# Коми-пермяцкий национальный драматический театр им. М. Горького
Коми-пермяцкий национальный драматический театр им. М. Горького — драматический театр в Кудымкаре. Играет спектакли на русском и коми-пермяцком языках.

## История
Театр был организован решением исполкома Коми-Пермяцкого окружного Совета депутатов трудящихся в 1931 году на базе любительского коллектива, который существовал в Кудымкаре ещё до Октябрьской революции. Так, в 1918 году художник и театральный деятель П. И. Субботин-Пермяк открыл театральную мастерскую, перестроив зал и сцену, расписав коми-пермяцким орнаментом занавес.
В 1926 году в здании Народного дома были поставлены первые спектакли на коми-пермяцком языке — «Адын» и «Райын». Осенью 1930-го года из Свердловска приехала русская профессиональная драматическая труппа, которая начала готовить местные актёрские кадры. Театральная студия просуществовала до 1935 года, после этого театр стал считаться профессиональным — первым во всех национальных округах СССР. 25 октября 1930 г. состоялась премьера спектакля «Ярость» по пьесе Яновского в постановке художественного руководителя Оленина.
В 1931 году театр обрёл специально построенное здание — по адресу улица Гагарина, дом 6. Дочь П. И. Субботина-Пермяка Ия Петровна, закончив режиссёрский и искусствоведческий факультеты Государственного ин-та театрального искусства (ГИТИС), открыла коми-пермяцкую драматическую студию, переименованную затем в Театр колхозной молодежи (ТКОМ). Первое время в ТКОМе преобладали произведения малой формы (обозрения, скетчи, частушки на злобу дня, танцы, пение, художественное чтение). С 1933 г. театр перешел к крупным произведениям советской и классической драматургии. На коми языке были поставлены «Двор» Караваевой, «Аристократы» Н. Ф. Погодина, «Женитьба» Н. В. Гоголя, пьесы писателя Коми АССР В. А. Савина «При восходе солнца цветок увял» и «В раю».
С 1936 года театр именуется «Коми-Пермяцкий окружной драматический театр им. М. Горького».

## Награды
В 1981 году театр награждён орденом «Знак Почёта», в 2006 году в год 75-летия ему присвоен статус краевого театра.
В 2006 году спектаклю «Гӧтрасьны, дак гӧтрасьны» В. Климова присуждена премия Пермского края в сфере культуры и искусства.
В 2011 году театр стал обладателем Гран-при Театрального форума «Золотой Витязь» за спектакль «Саня, Ваня, с ними Римас».

## Современность
Труппу составляют выпускники Ленинградского института театра, музыки и кинематографии, Московского театрального училища им. Б.Щукина, Свердловского театрального института, Пермского института искусства и культуры.
Одним из значимых спектаклей является эпическая поэма на коми-пермяцком языке «Кудым-Ош йылісь висьтас» (Сказание о Кудым-Оше). Авторы пьесы — Василий Климов и Сергей Андреев, постановка — Сергея Андреева.

### Постановки
- С. Мещангина по пьесе А. Радостева «Гузи да Мези» (Гузи и Мези).[2]